# Campiglia Cervo
Campiglia Cervo es una localidad y comune italiana de la provincia de Biella, región de Piamonte, con 173 habitantes.

## Evolución demográfica
| Gráfica de evolución demográfica de Campiglia Cervo entre 1861 y 2001 |
|                                                                       |
| Fuente ISTAT - elaboración gráfica de Wikipedia                       |